# Robert de Longe

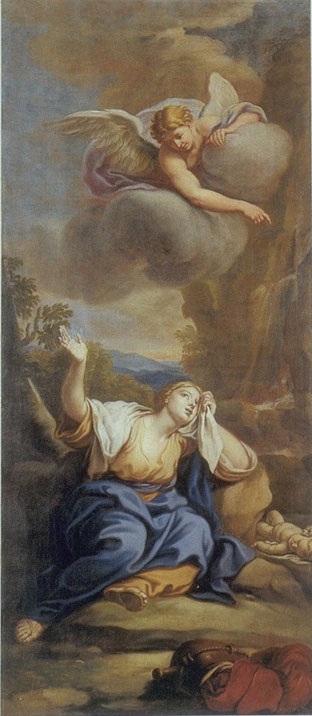
Agar et Ismael
Musei Civici du Palazzo Farnese

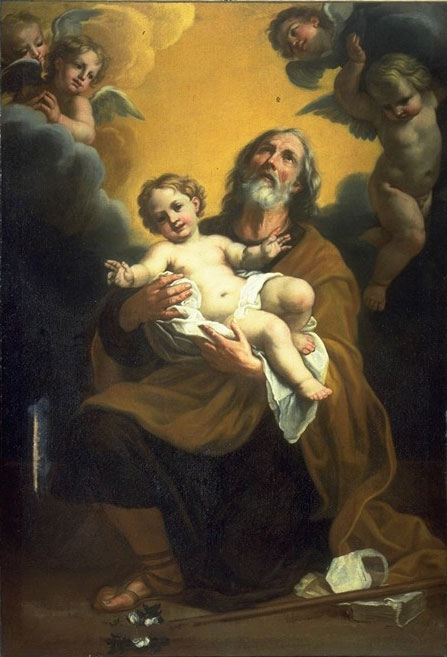
Saint Joseph
Musei Civici du Palazzo Farnese

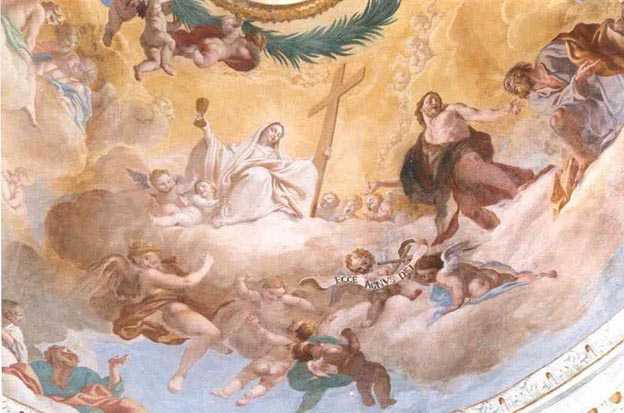
Coupole de l'oratoire Saint-Jean
Cortemaggiore

Robert de Longe, dit Il Fiammingo (né en 1646 à Bruxelles et mort en 1709 à Plaisance), est un peintre italien baroque actif au XVIIe siècle et au début du XVIIIe.

## Biographie
Robert de Longe a été l'élève de Jacques De Potter à Bruxelles (1658).
Attiré par le mécénat pontifical, en 1680, il arrive à Rome où élève de Giacinto Brandi il fait la connaissance du peintre crémonais Agostino Bonisoli qui l'invite à Crémone afin de lui enseigner les techniques de l'école italienne.
Rapidement ses peintures sont reconnues et il s'attire la sympathie de Giorgio Barni, évêque de Plaisance qui lui offre sa protection.
Sa peinture de Saint Joseph (1690 env.) est très appréciée. Ce travail le propulse comme chef de file de l'école dans la région et lui permet de recevoir une commande du duc de Plaisance (1693) de cinq toiles (illustrant la vie de saint Antoine, patron de la ville) destinées à la cathédrale de Plaisance.
Son dernier chef-d'œuvre date de 1705. L'Archiconfraternité du Très-Saint-Sacrement de Cortemaggiore lui confie la décoration de la coupole de l'Oratoire Saint-Jean.
Il restera à Plaisance jusqu'à sa mort en 1709.

## Œuvres
- Saint Joseph (1690), Musei Civici du Palazzo Farnese, Plaisance.
- Décoration de la coupole de l'Oratoire Saint-Jean (1705), Cortemaggiore.
- Cinq toiles retraçant la Vie de saint Antoine (1693), cathédrale de Plaisance.